# Code:Realize ～創世的公主～
《Code:Realize ～創世的公主～》是2014年11月27日由Idea Factory旗下少女遊戲品牌Otomate開發的PlayStation Vita平台少女遊戲。2016年推出Fan Disk《Code:Realize ～祝福的未來～》。2017年4月23日宣佈改編為電視動畫，2017年10月7日起東京都會電視台首播。

## 故事簡介
被稱作怪物、全身有著劇毒的少女卡爾迪婭·貝克福德，某個夜裡，與自稱怪盜紳士的男子亞森·羅賓邂逅了。被這個男子亞森·羅賓引導著，少女來到了鋼鐵都倫敦。
在陌生的土地上遇見各種各樣的人，以及繼次編織而出的謎樣物語。被稱為怪物的少女，最終尋得的答案是……

## 登場角色
卡爾迪婭·貝克福德（聲：早見沙織）
胸口處植有「時鐘」，全身有着能將觸碰之物腐蝕溶解的劇毒少女。在被英軍以「怪物」之名逮捕時，被羅賓偷了出來。
只有2年的記憶，前往倫敦尋找作為線索的父親的行蹤。
實際是艾薩克模仿自己的女兒製作出來的，並非人類。最後成功解毒，和羅賓結婚。
亚森·罗宾（聲：前野智昭）
轟動世界的大怪盜。個性開朗樂觀且自信，並且有着與其自信相匹的超群行動力和盜竊術。
曾有一位教導他理念及生存技巧的老師，在老師被殺後藉由小冊子得知艾薩克的計畫，因此來到倫敦。將卡爾迪婭救出，和卡爾迪婭結婚的。
亞伯拉罕·范海辛（聲：諏訪部順一）
被譽為最強也是最兇險的吸血鬼獵人。過去曾經在英軍中工作，當時就有着被比作人類兵器的身體能力與戰鬥技術。
維多·法蘭克斯坦（聲：柿原徹也）
原本是英國政府專聘的研究者。雖然有著淵博的知識與高超智商，性格卻十分友好，並不會給人驕傲自大的印象。
或者不如說平常更多是在被周圍人折騰。由於某個理由，成為通緝犯。
曾創造出某種毒藥，被艾薩克拿去利用，即為卡爾迪婭身上的劇毒由來。
因倍·巴比康（聲：森久保祥太郎）
和羅賓一同前往倫敦的男子。個性開朗、輕浮、容易得意忘形，但是在發明上卻是超人的天才。
正在尋找自己被搶走的重要物品。
聖日耳曼（聲：平川大輔）
言談舉止溫柔，有著紳士態度的男子。在倫敦擁有宅邸，提供給主人公一行作為住處。
是個相當奇怪的人，接受主角們的理由也只是因為「似乎很有趣」。
實際為「伊蒂亞」的成員，使命是守護歷史並指引歷史走向正確的道路。
後退出「伊蒂亞」與卡爾迪婭等人同行。
德拉克羅瓦二世（聲：石上美帆）
在曾經的吸血鬼戰爭中存活下來的吸血鬼孩子。曾經很崇拜亞伯拉罕·范海辛，後因為范海辛殺了自己的父母而對他有著強烈的殺意與報復心理。
雖然是小孩，但因為有著吸血鬼的身體，與外表不同身體能力相當高強。
菲尼斯（聲：梶裕貴）
統率著諜報組織黃昏的少年。謎點很多，年齡不詳，有著不死的傳聞。也是吸血鬼戰爭的始作俑者
因為某個理由而謀劃著將卡爾迪婭捉拿到手。
實際為艾薩克模仿自己兒子做出的，卡爾迪婭的弟弟。
為了得到父親的愛而積極執行父親的計畫—Code:Realize。
亞歷山德麗娜·維多利亞（聲：飯田奈保美）
英國女王，是一位單從華麗的外表無法想像的優秀的執政者，時常思考著自國的發展和強化。
有著強烈愛國心的女性，與主人公的父親有過數面之緣。
拉巴爾（聲：上田燿司）

## 電視動畫
《Code:Realize ～創世的公主～》由M.S.C製作，2017年10月7日開始於在東京都會電視台等電視台播放。第13話OVA收錄於官方特別活動「Code:Realize ～London holiday～」所發售的活動手冊中。 

### 主題曲
片頭曲
填詞：霧島若歌，作曲、編曲：廣川惠一，主唱：Mia REGINA
片尾曲
填詞：霧島若歌，作曲：川崎里實，編曲：森谷敏紀，主唱：卡爾迪婭（早見沙織）

### 各話列表
| 話數                  | 日文標題 | 中文標題           | 劇本       | 分鏡     | 演出       | 作畫監督                       |
| --------------------- | -------- | ------------------ | ---------- | -------- | ---------- | ------------------------------ |
| chapter 1             |          | 倫敦·蒸汽          | 原田沙耶香 | 山本秀世 | 石井久志   | 入江健司                       |
| chapter 2             |          | 最強跟蹤者         | 原田沙耶香 | 山本秀世 | 佐藤清光   | 伊勢奈央子                     |
| chapter 3             |          | 吸血鬼安魂曲       |            | 山本秀世 | 鈴木孝聰   | 高山由江                       |
| chapter 4             |          | 火車劫持           | 原田沙耶香 | 山本秀世 | 石井久志   | 入江健司                       |
| chapter 5             |          | 達成談判的解決方案 |            | 山本秀世 | 鈴木拓磨   | 石井明治、伊勢奈央子           |
| chapter 6             |          | 違規的比賽         | 鈴木孝聰   | 山本秀世 | 高山由江   |                                |
| chapter 7             |          | 無意間的寬恕       | 原田沙耶香 | 山本秀世 | 山本秀世   | 伊勢奈央子、高山由江           |
| chapter 8             |          | 戰火               | 原田沙耶香 | 山本秀世 | 石井久志   | 入江健司                       |
| chapter 9             |          | 祈禱               | 原田沙耶香 | 山本秀世 | 佐佐木真哉 | 石井明治、高橋敦子             |
| chapter 10            |          | 約定               |            | 山本秀世 | 石井久志   | 入江健司、水竹修治 池津壽惠    |
| chapter 11            |          | Code:Realize       | 原田沙耶香 | 山本秀世 | 山本秀世   | 伊勢奈央子、高山由江           |
| chapter 12            |          | 温暖               | 原田沙耶香 | 山本秀世 | 山本秀世   | 石井明治                       |
| chapter 13 （未播放） |          | 以賊捉賊           | 原田沙耶香 | 山本秀世 | 石井久志   | 入江健司、伊勢奈央子、高山由江 |

### 播放電視台
日本深夜動畫：下文記載的日本国内播放時間使用日本標準時間（UTC+9）表示。因為部分時間标识會採用30小时制，因此請留意这类超过24:00的时间，其實際播放時間為翌日清晨。
| 播放日期         | 播放時間                            | 播放電視台     | 所屬聯播網 | 備註                                 |
| ---------------- | ----------------------------------- | -------------- | ---------- | ------------------------------------ |
| 2017年10月7日 -  | 星期六 20:00 - 20:30 （星期六晚上） | AT-X           | 日本全國   | 製作委員会参加 / CS放送 / 有重播節目 |
| 2017年10月8日 -  | 星期日 01:35 - 02:05（星期日深夜）  | 東京都會電視台 | 東京都     |                                      |
| 2017年10月10日 - | 星期二 00:30 - 01:00（星期二深夜）  | SUN電視台      | 兵庫縣     |                                      |
| 2017年10月11日 - | 星期三 03:05 - 03:35（星期三深夜）  | 愛知電視台     | 愛知縣     |                                      |
| 2017年10月12日 - | 星期四 01:00 - 01:30（星期四深夜）  | 日本BS放送     | 日本全國   | BS放送 / 『ANIME+節目』              |

| Animax 星期一至日 24:00－25:00 節目         | Animax 星期一至日 24:00－25:00 節目                         | Animax 星期一至日 24:00－25:00 節目 |
| ------------------------------------------- | ----------------------------------------------------------- | ----------------------------------- |
|                                             | Code:Realize ～創世的公主～ （2018年8月24日－2018年9月4日） |                                     |
| 調教咖啡廳 （2018年8月12日－2018年8月23日） | 寄生獸                                                      |                                     |

## 外部連結
- （日語）Code:Realize ～創世的公主～ PSVita版官方網站（页面存档备份，存于）
- （日語）Code:Realize 〜祝福的未來〜 PSVita版FD官方網站（页面存档备份，存于）
- （日語）Code:Realize ～彩虹的花束～ PS4版官方網站（页面存档备份，存于）
- （日語）Code:Realize ～白銀的奇跡～ PS4版官方網站（页面存档备份，存于）
- （日語）【公式】Code：Realize的X（前Twitter）
- （日語）電視動畫「Code:Realize ～創世的公主～」官方網站（页面存档备份，存于）
- （日語）電視動畫「Code:Realize ～創世的公主～」官方的X（前Twitter）
- 《Code:Realize ～創世的公主～》在視覺小說數據庫的頁面 （英文）